# Pegomya holosteae
Pegomya holosteae este o specie de muște din genul Pegomya, familia Anthomyiidae. A fost descrisă pentru prima dată de Erich Martin Hering în anul 1924. Conform Catalogue of Life specia Pegomya holosteae nu are subspecii cunoscute.